# Notenmot
De notenmot (Paralipsa gularis) is een nachtvlinder uit de familie Pyralidae (snuitmotten). De spanwijdte van de vlinder bedraagt tussen de 21 en 32 millimeter. De soort kent een wereldwijde verspreiding.

## Rups
De rups leeft van opgeslagen gedroogde zaden en noten, zoals walnoot, amandel, soja en vlaszaad. De soort kan zich tot een plaag ontwikkelen.

## Voorkomen in Nederland en België
De notenmot is in Nederland en in België een zeldzame soort. De weinige vangsten doen vermoeden dat deze soort zich hier niet heeft kunnen vestigen, zoals wel in opslagruimtes in Londen.